# Pineto

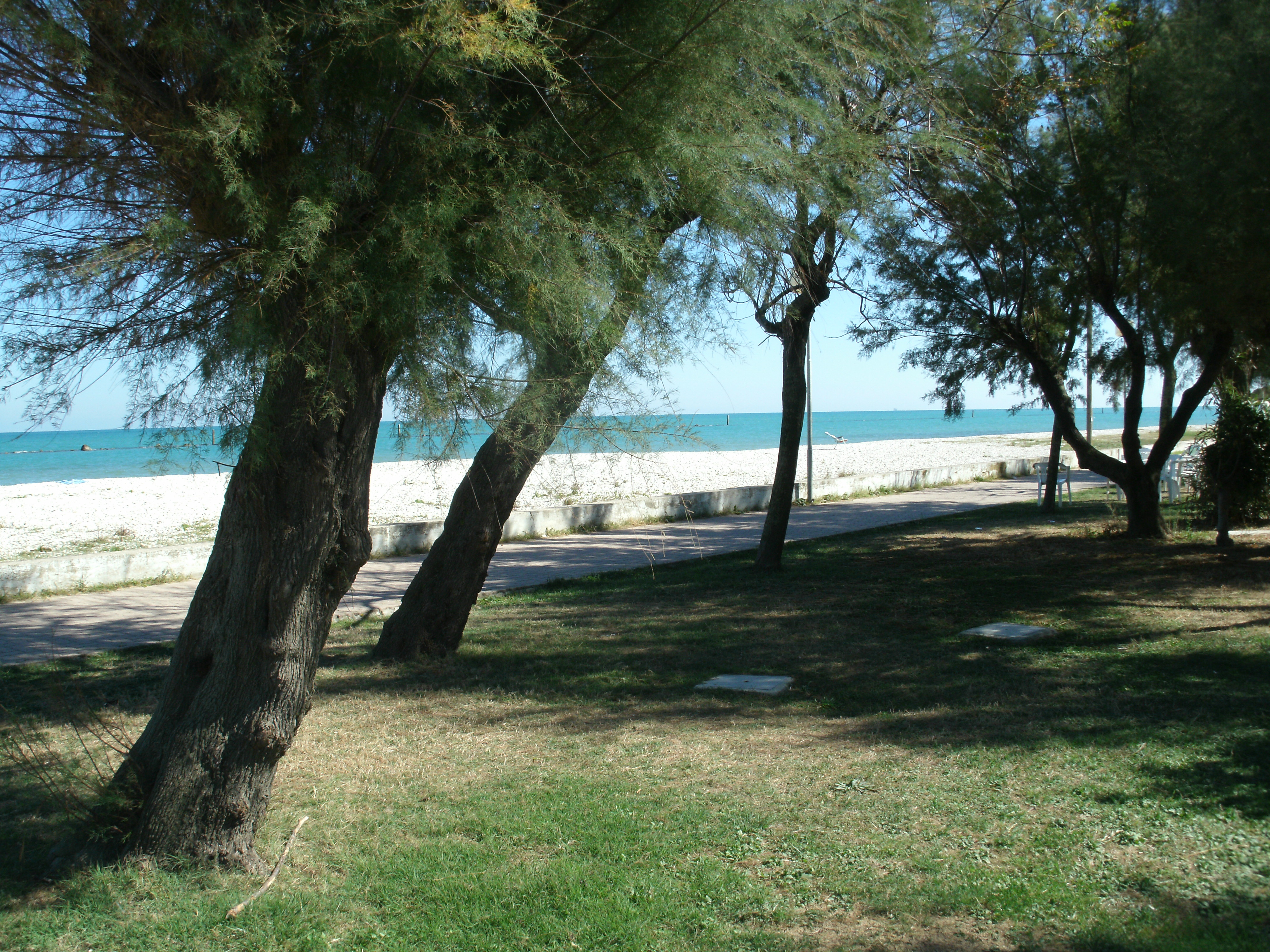
Pinienhain

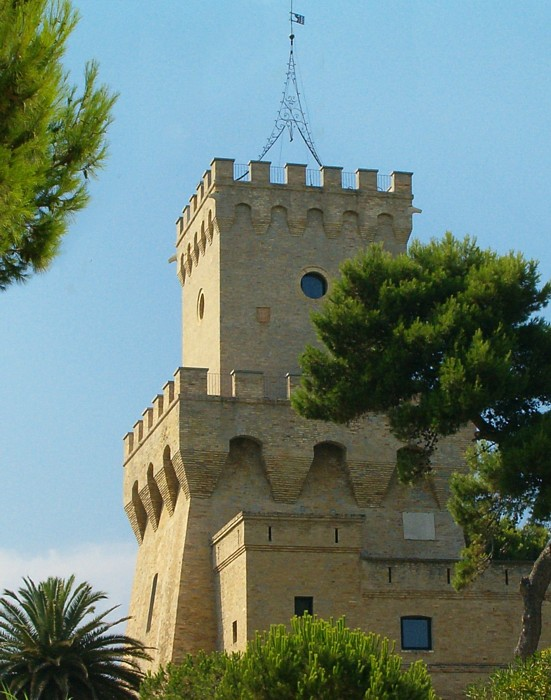
Torre di Cerrano

Pineto ist eine Gemeinde von 14.687 Einwohnern in der Provinz von Teramo.
Pineto liegt in der italienischen Region Abruzzen. Die Nachbargemeinden sind Atri, Roseto degli Abruzzi und Silvi.
Pineto (italienisch Pinienhain), ist benannt nach dem Pinienhain, der sich an dem zwei Kilometer langen Sandstrand entlang zieht.
Am Strand liegt der Torre di Cerrano (Turm von Cerrano), der in byzantinischer Zeit als Verteidigungsturm gegen türkische Piraten erbaut wurde, heute aber als Labor für Untersuchungen des Meeres genutzt wird.
Die Pinetesi (Einwohner) wohnen seit den dreißiger Jahren des vorigen Jahrhunderts in Pineto, davor kamen die meisten Bürger aus Mutignano, was heute eine Fraktion von Pineto ist. Der Schutzpatron der Gemeinde ist Sant’Agnese und der örtliche Feiertag findet am 21. Januar statt.

## Weinbau
In der Gemeinde werden Reben der Sorte Montepulciano für den DOC-Wein Montepulciano d’Abruzzo angebaut.

## Söhne und Töchter
- Tiziana Merletti (* 1959), Ordensschwester und Kurienbeamtin